# Odbojkaško prvenstvo Jugoslavije za žene 1951.
Prvenstvo Jugoslavije u odbojci za žene za 1951. je osvojio Železničar iz Ljubljane.

## Ljestvica
| mj | klub                   | ut | pob | por | set+ | set- | bod |
| -- | ---------------------- | -- | --- | --- | ---- | ---- | --- |
| 1. | Železničar (Ljubljana) | 3  | 3   | 0   | 9    | 2    | 6   |
| 2. | Spartak (Subotica)     | 3  | 2   | 1   | 6    | 4    | 4   |
| 3. | Branik (Maribor)       | 3  | 1   | 2   | 5    | 6    | 2   |
| 4. | Železničar (Beograd)   | 3  | 0   | 3   | 1    | 9    | 0   |